# 阪口清和
阪口 清和（さかぐち きよかず、1927年2月6日 - ）は、日本の電気工学・半導体工学者。大阪工業大学名誉教授。元電気工学教室担当。工学博士（大阪大学）。
専門は、電気材料・材料物性工学（特に絶縁破壊）・半導体工学、光工学。

## 略歴
旧制大阪府立淀川工業専門学校（のちの大阪府立大学）卒業。1962年大阪大学大学院工学研究科博士課程修了、工学博士（大阪大学）。同年、大阪工業大学工学部電気工学科に着任し、電気工学教室を担当。同学科教授などを経て、1997年同大学名誉教授。
大阪工業大学工学部電気工学科にて30年以上の長きに渡り教鞭を執り、特に初期の電気材料・半導体工学の研究・育成に貢献した。
主な所属学会は、電気学会、日本物理学会、応用物理学会など。主な著書は、新しい電気工学基礎論 - 物性工学的にみた絶縁破壊現象（分担執筆、オーム社1962、学術書）。

## 主な研究
- 固体絶縁物の放射線効果に関する実験的研究
- 方解石の絶縁破壊について[6]
- アントラセンのNormal Freezing(II) - イオン結晶・光物性 ・有機半導体[7]
- MOSFETを用いた微小容量変化検出回路[8]
- 有機化合物の光伝導性[9]
- レーザー励起アントラセン単結晶における熱刺激電流(TSC)の実験結果に対する数値解析[10]